# 春日正一
春日 正一（かすが しょういち、1907年2月13日 - 1995年2月22日）は、日本の政治家。日本共産党から、衆議院議員1期、参議院議員2期を務めた。

## 人物
長野県上伊那郡赤穂村（現・駒ヶ根市）出身。高等小学校卒業後上京し、芝浦製作所勤務の頃に労働運動に参加する。電機学校(現東京電機大学)卒業。1928年日本共産党に入党、まもなく三・一五事件で検挙され、懲役5年の判決を受ける。
満期出獄後、京浜工業地帯でひそかに党再建の運動（京浜グループ）をつづけていたが、1940年5月9日以降、ふたたび検挙される。
戦後、出獄すると、再建された日本共産党の幹部として活動し、1945年12月の第4回大会で中央委員候補、まもなく政治局員。1949年の総選挙で旧神奈川1区から、衆議院議員に当選するが、1950年にGHQの命令で公職追放を受け失職。さらに1950年7月、団体等規正令に基づく出頭命令を拒否した団規令事件で逮捕状が出されて逃亡するも3ヶ月後の同年10月に逮捕された。裁判で懲役3年の実刑が確定し、1953年まで獄中にあった。
1954年3月、党中央指導部議長就任。1958年、党中央委員会幹部会員。
その後、1965年の参議院議員選挙に、全国区から立候補、全国2位の得票で当選、1971年にも当選し、連続2期、参議院議員としてつとめた。その間、1974年から参議院懲罰委員長もつとめている。1977年の選挙で3選目をめざしたが落選、活動の第一線から隠退した。この間日本共産党国会議員の沖縄渡航の権利が得られて、1970年4月28日、同僚議員林百郎と共に公然と沖縄の土を踏んだ。
義弟（妻の妹の夫）は、労働者詩人の船方一。その縁もあって、没後刊行された『船方一詩集』の題字を揮毫した。

## 著作
- 『労働組合講話』（暁明社、1948年）
- 『労働組合のはなし・上,下』（暁明社、1948年～1949年・暁明文庫;第6,7）
- 『労働運動入門』（合同出版社、1957年）（合同新書、のち新日本出版社、1963年）
- 『人民とともに』（日本共産党中央委員会出版部、1965年）
- 『民族民主統一戦線』（新日本出版社、1966年）
- 『私の青春と読書』（新日本新書、1970年）
- 『道ひとすじに』（日本共産党中央委員会出版局、1971年）[5]

## 参考資料
- 『私の青春と読書』（春日自身の著書、新日本新書、1970年）